# Abutilon fruticosum
Abutilon fruticosum Warb. & Eig – gatunek rośliny należący do rodziny ślazowatych (Malvaceae). Występuje naturalnie w Egipcie, Izraelu, Afryce tropikalnej, Arabii Saudyjskiej, Pakistanie oraz Indiach. Został także zawleczony do Ameryki Północnej.

## Rozmieszczenie geograficzne
W Egipcie występuje na Pustyni Arabskiej, wybrzeżu Morza Czerwonego, w Parku Narodowym Gebel Elba oraz na półwyspie Synaj. W Izraelu rośnie na Pustyni Judzkiej, w dolinie Morza Martwego, na wyżynie Negew, w dolinie Ha-Arawa oraz w okolicach Ejlatu. Różne źródła podają także występowanie w Stanach Zjednoczonych, Meksyku, Gabonie, Etiopii, Somalilandzie, Arabii Saudyjskiej, Pakistanie oraz Indiach.

## Morfologia
PokrójKrzew.
LiścieBrzegi są ząbkowane.
KwiatyPosiadają 5 płatków. Kwitnie od stycznia do maja.

## Biologia i ekologia
Naturalnym siedliskiem są pustynie.